# Гюрза (блюдо)
Гюрзе (азерб. Gürzə — «змея») — азербайджанское блюдо, очень схожее с душпяря. Гюрза, также как и душпяря, представляют собой пельмени с мясным фаршем, но отличаются от душпяря своей красиво закрученной в косичку или верёвочку формой. Гюрзу лепят вручную, поэтому её рисунок всегда уникален.

## Список литературы
- К.Г Буньятов, Н.М Малеев. Азербайджанская Кулинария. — «Азернешр». — Баку: «Азербайджанское государственное издательство», 1982. — C 52. — 182.
- Илья Лазерсон Азербайджанская кухня — «И.И Лазерсон», ООО «Мим-дельта», ЗАО «Центрполиграф». — Москва — Санк-Петербург: «ЦЕНТРПОЛИГРАФ МиМ-дельта». 2004. — C. 24-25. — 31 c. — ISBN 5-9524-1333-1.
- Комсомольская ПРАВДА. Азербайджанская Кухня. — ЗАО Издательский дом «Комсомольская правда». — Москва: «Директ Медиа», 2010. — C. 52. — 69. — ISBN 978-5-7475-0094-5